# Rondibilis
Rondibilis är ett släkte av skalbaggar. Rondibilis ingår i familjen långhorningar.

## Dottertaxa tillRondibilis, i alfabetisk ordning[1]
- Rondibilis albonotata
- Rondibilis albovittipennis
- Rondibilis amanoi
- Rondibilis andamana
- Rondibilis barwayensis
- Rondibilis bastiana
- Rondibilis binhana
- Rondibilis birmana
- Rondibilis bispinosa
- Rondibilis blotei
- Rondibilis cambodjensis
- Rondibilis celebica
- Rondibilis chengtuensis
- Rondibilis clermonti
- Rondibilis coreana
- Rondibilis dohertyi
- Rondibilis elongata
- Rondibilis femoratus
- Rondibilis grisescens
- Rondibilis horiensis
- Rondibilis insularis
- Rondibilis japonica
- Rondibilis jeanvoinei
- Rondibilis kuluensis
- Rondibilis laosica
- Rondibilis lateralis
- Rondibilis lineata
- Rondibilis lineaticollis
- Rondibilis microdentata
- Rondibilis mindanaonis
- Rondibilis multimaculata
- Rondibilis octomaculata
- Rondibilis paralaosica
- Rondibilis paralineaticollis
- Rondibilis parcesetosus
- Rondibilis parvula
- Rondibilis pascoei
- Rondibilis pedongensis
- Rondibilis perakensis
- Rondibilis phontionensis
- Rondibilis plagiata
- Rondibilis quadrinotata
- Rondibilis robusta
- Rondibilis rondoni
- Rondibilis saperdina
- Rondibilis sapporensis
- Rondibilis schabliovskyi
- Rondibilis semielongata
- Rondibilis shibatai
- Rondibilis sikkimensis
- Rondibilis similis
- Rondibilis simillima
- Rondibilis spinosula
- Rondibilis subundulata
- Rondibilis sumatrana
- Rondibilis szetschuanica
- Rondibilis taiwana
- Rondibilis undulatus
- Rondibilis vittata
- Rondibilis vitticollis
- Rondibilis yunnana